# 阿兹米·卡维穆拉马东尼
阿兹米·卡维穆拉马东尼（1999年1月1日—），阿塞拜疆男子羽毛球運動員。

## 簡歷
2018年9月，阿兹米·卡维穆拉马东尼出戰哈爾科夫羽毛球國際賽，與艾德·雷斯基·雷查约合作贏得男子雙打比賽冠軍。

## 主要比賽成績
只列出曾進入準決賽的國際賽事成績：
| 年份   | 賽事                   | 公開賽級別 | 項目     | 拍檔               | 成績   |
| ------ | ---------------------- | ---------- | -------- | ------------------ | ------ |
| 2018年 | 拉各斯羽毛球國際挑戰賽 | 國際挑戰賽 | 男子雙打 | 艾德·雷斯基·雷查約 | 準決賽 |
| 2018年 | 白俄羅斯羽毛球國際賽   | 未來系列賽 | 男子雙打 | 艾德·雷斯基·雷查约 | 冠軍   |
| 2018年 | 埃及羽毛球國際賽       | 國際系列賽 | 男子雙打 | 艾德·雷斯基·雷查约 | 冠軍   |
| 2018年 | 巴林羽毛球國際系列賽   | 國際系列賽 | 男子單打 | －                 | 準決賽 |
| 2018年 | 巴林羽毛球國際系列賽   | 國際系列賽 | 男子雙打 | 艾德·雷斯基·雷查約 | 冠軍   |
| 2018年 | 博茨瓦納羽毛球國際賽   | 未來系列賽 | 男子單打 | －                 | 亞軍   |
| 2018年 | 博茨瓦納羽毛球國際賽   | 未來系列賽 | 男子雙打 | 艾德·雷斯基·雷查約 | 冠軍   |
| 2018年 | 贊比亞羽毛球國際賽     | 未來系列賽 | 男子雙打 | 艾德·雷斯基·雷查約 | 冠軍   |
| 2018年 | 南非羽毛球國際賽       | 未來系列賽 | 男子單打 | －                 | 冠軍   |
| 2018年 | 南非羽毛球國際賽       | 未來系列賽 | 男子雙打 | 艾德·雷斯基·雷查約 | 冠軍   |
| 2019年 | 烏干達羽毛球國際賽     | 國際系列賽 | 男子單打 | －                 | 準決賽 |
| 2019年 | 肯亞羽毛球國際賽       | 未來系列賽 | 男子單打 | －                 | 準決賽 |
| 2019年 | 吉拉爾迪拉羽毛球賽     | 未來系列賽 | 男子單打 | －                 | 亞軍   |
| 2022年 | 馬耳他羽毛球國際賽     | 未來系列賽 | 男子雙打 | 艾德·雷斯基·雷查約 | 亞軍   |
| 2023年 | 烏干達羽毛球國際挑戰賽 | 國際挑戰賽 | 男子雙打 | 艾德·雷斯基·雷查約 | 亞軍   |
| 2025年 | 伊朗羽毛球國際挑戰賽   | 國際挑戰賽 | 男子雙打 | 艾德·雷斯基·雷查約 | 準決賽 |

| 2007-2017年 | 首要超級賽 | 超級賽 | 黃金大獎賽 | 大獎賽 | 國際挑戰賽 | 國際系列賽 | 未來系列賽 | 其他 |

| 2018-2026年 | 總決賽 | 超級1000賽 | 超級750賽 | 超級500賽 | 超級300賽 | 超級100賽 | 國際挑戰賽 | 國際系列賽 | 未來系列賽 | 其他 |

### 奧運會和世錦賽參賽紀錄
|          | 搭檔               | 2023 |
| -------- | ------------------ | ---- |
| 男子雙打 | 艾德·雷斯基·雷查约 | 64強 |